# Total Commander
Total Commander ist ein zweispaltiger Dateimanager für Windows nach dem Vorbild des Norton Commanders. Es gibt auch kostenlose Varianten für die Smartphone- und Tabletbetriebssysteme Android, Blackberry, Windows Phone und Windows 10 Mobile.
Das Shareware-Programm wird von dem Schweizer Christian Ghisler entwickelt.

## Geschichte
Die erste öffentliche Version des Programms wurde in der Programmiersprache Turbo Pascal programmiert und erschien am 29. September 1993 unter dem Namen Windows Commander für die DOS-Betriebssystemerweiterung Windows. Hintergrund ist, dass damals viele Power-User für größere Dateioperationen den originalen Norton Commander in Verbindung mit diversen Befehlszeilenprogrammen direkt in der DOS-Ebene bevorzugten. Mit einigen Tricks war das auch nach der Einführung von Windows 95 und mit langen Dateinamen möglich. 1998 kam zwar die Windows-Version des Norton Commander heraus, allerdings unterstützte diese einige der unter der MS-DOS-Version gewohnten Tastaturbefehle nicht mehr, war teuer und wirkte technisch überholt.
Unter anderem wegen dieser konzeptionellen Fehler konnte sich der Windows Commander gegen den Norton Commander durchsetzen, denn er beherrschte nicht nur die meisten seiner Funktionen und Tastenkombinationen, sondern auch noch zusätzliche, die sich als sehr hilfreich erwiesen.
Im Jahr 2002 wurde der Name Windows Commander in den heutigen Namen Total Commander geändert, um rechtliche Probleme mit dem von Microsoft eingetragenen Warenzeichen Windows zu vermeiden.
Ab Version 6.50 2004 passte die Installationsdatei nicht mehr auf eine 1,44-MB-Diskette, was Christian Ghisler nicht ohne Wehmut bekannt gab.
Inzwischen wird der Total Commander in Lazarus bzw. Free Pascal entwickelt und ist einer der bekanntesten Vertreter der zweispaltigen Dateimanager nach dem Vorbild des Norton Commander.

## Funktionen
Das Programm kann auf vielfältige Weise an die Bedürfnisse des Nutzers angepasst werden und lässt sich vollständig wahlweise über die Maus und die Tastatur steuern, wobei sich die Tastenkombinationen am Norton Commander (für MS-DOS) orientieren.
Er bietet unter anderem folgende Funktionalitäten:
- Verzeichnis-Tabs
- Erweiterte Suchfunktion (zum Beispiel Volltextsuche in beliebigen Dateien, über mehrere Laufwerke hinweg und mit Unterstützung regulärer Ausdrücke)
- Dateivergleich nach Inhalt, um Verzeichnisse zu synchronisieren
- Integrierter ZIP-kompatibler Packer
- Interne Entpacker für ZIP-, ARJ-, LHA-, tar-, gzip-, CAB-, RAR- und ACE-Dateien, Öffnen von komprimierten Dateien als Verzeichnisse
- Integrierter FTP-Client (SSL optional)
- Gleichzeitiges Umbenennen markierter Dateien mit Strg+M (Reguläre Ausdrücke möglich)
- Kodieren und Dekodieren von Dateien (UUE-, XXE- und MIME-Format)
- Eingebaute Dateivorschau für diverse Audio-, Video- und Grafikformate
- Funktion für das Aufspalten und Zusammenfügen von Dateien mit vorgebbarer Größe
- Wechsel zwischen mehr als 15 Sprachen im laufenden Betrieb
- Druckfunktion von formatierbarer Datei- und Verzeichnisliste
- Unicode-fähig (seit 7.5)
- Unterstützung für Dateinamen länger als 259 Zeichen (bis zu 1022) (seit 7.5)
- Passwortschutz für gespeicherte FTP-Passwörter (AES256-Verschlüsselung) (seit 7.5)
- Waagerechte und senkrechte Schaltflächen zum Schnellstart von externen Programmen (seit 7.5)

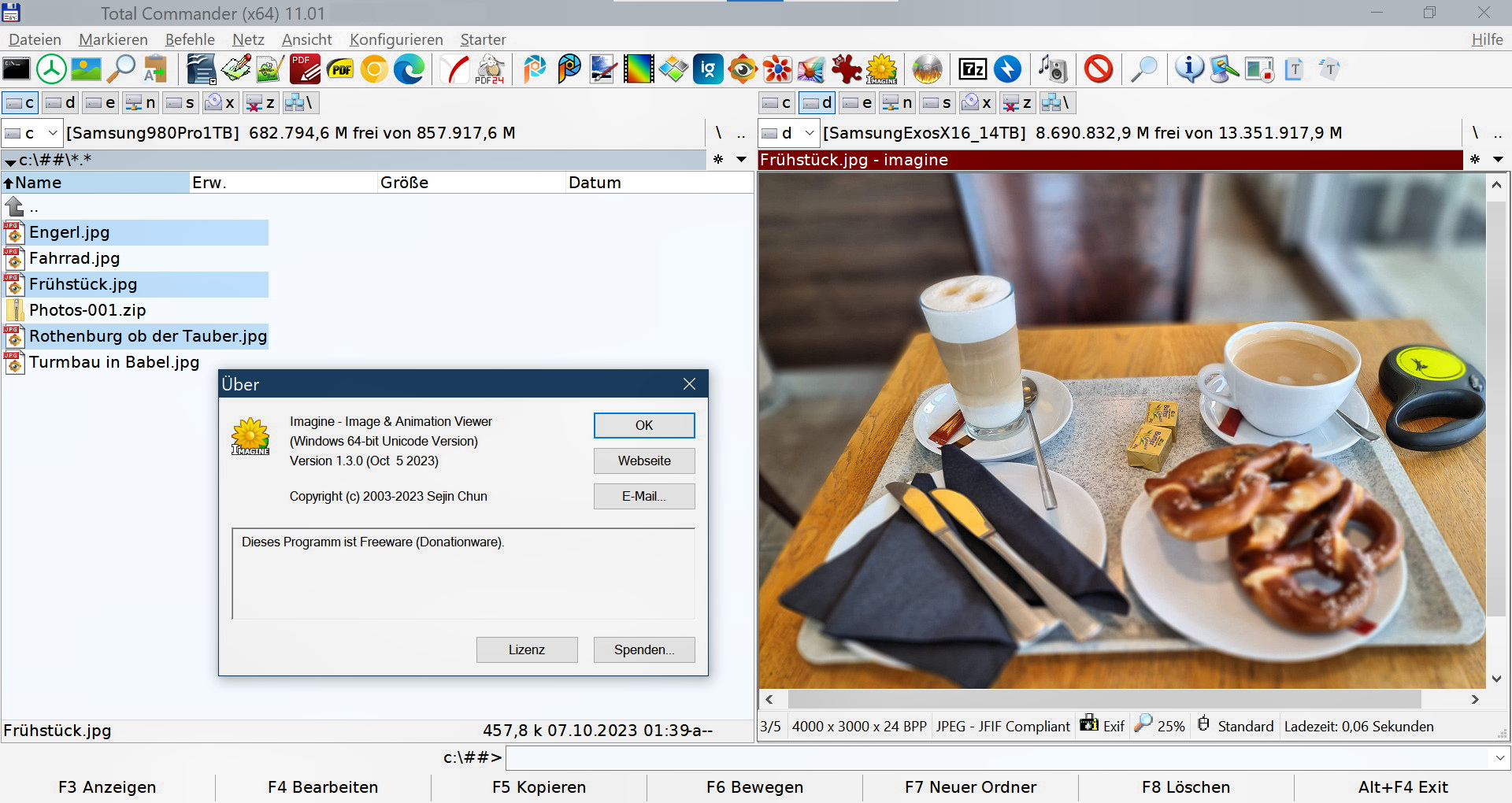
Viewer-Plugin Imagine v1.3.0

Über die Plug-in-Unterstützung ist sowohl die Einbindung externer Plugins als auch normaler Programme (zum Beispiel Editoren) möglich. Die integrierte Vorschau nutzt auf Wunsch die Routinen eines installierten IrfanView, Imagine oder XnView zur Bilddarstellung. Aufruf mit der Tastenkombination Strg+Q, für die Funktion: Quickview.
Total Commander läuft unter allen Windows-Versionen ab Windows 3.11 und NT 3.1. Eine 16-Bit-Version für Windows 3.11 wird weiterhin unterstützt. Der portable Betrieb ist durch Anpassung der INI-Datei möglich. Spezielle Installationspakete zur Installation auf USB-Speichersticks oder U3-Sticks sind gleichfalls erhältlich.
Ab Version 8.0 beta steht der Total Commander zusätzlich als 64-Bit-Version zur Verfügung. Die bisherigen 32-Bit-Plugins funktionieren damit nicht und werden schrittweise angepasst. Beide Varianten (32- und 64-Bit) können in das gleiche Verzeichnis installiert werden und teilen damit die Einstellungen, wie beispielsweise die Belegung der Button-Bars mit Programmstart-Icons.
Ab Version 9.0 (RC1) unterstützt der Dateimanager eine abstellbare vertikale Buttonleiste zwischen den beiden Dateifenstern. Neben zahlreichen anderen Verbesserungen und Erweiterungen gibt es neugestaltete Icons für das Hauptmenü und die Buttonbars, die beim ersten Start oder später über Rechtsklick auf den Buttonbar wählbar sind sowie gedimmte Symbole für versteckte Dateien bzw. Verzeichnisse.
Seit Mitte Oktober 2022 ist die finale Version 10.52 verfügbar.
Ab Version 2.60 PB1 unterstützt der TC auch die Schreibfunktionen von Android 5 auf der externen SD-Karte.

### Betaversion
Bevor die finale Version verteilt wird, gibt es eine Vielzahl von Betaversionen, die wöchentlich veröffentlicht werden. Diese können Benutzer testen und Rückmeldungen geben. Worauf im Allgemeinen verschiedene Release-Candidate-(RC)-Versionen folgen. Um immer die aktuelle Betaversion zu haben, wurde ein spezielles Online-Installationsprogramm geschrieben, welches ab der Version 9.50 Beta 1 benutzt werden kann.

## Verkaufsmodell
Der Total Commander wird für Windows als Shareware vertrieben. Dabei wird nach dem Programmstart eine Zahlungsaufforderung eingeblendet, die mit wechselnden Ziffern weggeklickt werden muss; eine weitere Einschränkung oder Beschneidung der Funktionen existiert nicht. Mit dem Kauf einer Key-Datei entfällt diese Aufforderung, auch für zukünftige Versionen – seit 1993 besteht ein unbegrenztes Updaterecht.

## Total Commander für Android
Nach einer längeren Beta-Testphase wird der Total Commander für das Smartphone-Betriebssystem Android angeboten. Seit dem 20. Dezember 2011 konnten Freigabekandidaten (englisch Release Candidate) heruntergeladen werden. Ab dem 18. Mai 2012 sind die endgültigen Versionen als Download verfügbar. TC4Android bleibt Freeware und hat eine unbegrenzte Laufzeit.
Die programmtypische Zweifenster-Darstellung wird in der Vertikaldarstellung dadurch realisiert, dass mittels einer horizontalen „Wischgeste“ zwischen dem rechten und linken Fenster gewechselt wird. Befindet sich der Bildschirm im horizontalen Modus, teilt sich die Anzeige in die bekannten zwei Hälften.
Der Dateimanager hat ähnliche Funktionen wie der Total Commander für Windows Mobile, beispielsweise das Kopieren, Verschieben, Löschen von einzelnen oder markierten Dateien und ganzen Verzeichnissen. Textdateien sind erstell-, betracht- und änderbar.
Mit Hilfe von Erweiterungen (Plug-ins) können zusätzliche Funktionen integriert werden. Eine Erweiterung ermöglicht beispielsweise den Zugriff auf die im Funknetz (WLAN) befindlichen Netzwerkrechner.
Die Freigabekandidaten waren nicht über den Google Play Store (früher Android Market), sondern nur über einen direkten Download von der Herstellerwebsite erhältlich. Version 1.01 sowie alle Nachfolgeversionen einschließlich der Plugins sind auch über den Google Play Store erhältlich.
Ab Version 2.01 verfügt der TC4Android über einen internen Audio- und Videoplayer. Mediendateien können nun direkt vom Netzwerkspeicher (bei installiertem LAN-Plugin) oder über das Internet abgespielt werden und müssen nicht erst vor dem Abspielen auf das Android-Gerät geladen werden.
Für verschiedene Cloudspeicher wie beispielsweise Dropbox oder Google Drive lassen sich Plugins nachinstallieren, die einen Zugriff auf die Internetdatenspeicher in der dateimanagertypischen Weise ermöglichen.
Ab Version 3.0 unterstützt der Dateimanager neben den bekannten ZIP- und RAR-Koprimierern auch die Formate rar5, 7z, tar, gz, z, bz2, arj, lha, lzh, iso, img und cab. Ebenso ist ein Mehrfachumbenenn-Tool ähnlich wie beim großen Bruder verfügbar. Auch ist jetzt ein Inhaltsvergleich von zwei Dateien möglich. 
Ab Version 3.32 wurde die Funktion apk-Dateien aus dem Dateimanager direkt zu installieren komplett entfernt. Dies begründet Ghisler in einem offiziellen Forenbeitrag mit einem Schreiben von Google, was auf aktuelle Richtlinien im Google Play Store verwies, wonach eine App sich nicht selbst über seine eigene apk-Datei aktualisieren darf. Da die erste Anpassung, laut Ghisler, seitens Google nicht erkannt wurde, hat sich der Entwickler dazu entschieden die komplette Funktion zu streichen. Eine spezielle Version mit der Funktion apk-Dateien zu installieren stellt Ghisler im eigenen Forum bereit.

## Windows Mobile
Die Variante für Windows Mobile kann den integrierten Dateimanager bezüglich des Funktionsumfangs ersetzen. Zusätzlich zu den Basisfunktionalitäten bietet diese Variante:
- Registry-Editor
- Zugriff auf das Extended-ROM
- Vielseitige Möglichkeiten zur Dateiverwaltung